# Хасан, Акшара
Акшара Хасан (англ. Akshara Hasan, там. அக்சரா ஹாசன், род. 12 октября 1991 года, Мадрас, Индия) — индийская актриса и ассистент режиссера. Дочь актёров Камала Хасана и Сарики Тхакур. Дебютировала в фильме «Шамитабх» (2015). Младшая сестра актрисы Шрути Хасан.

## Ранние годы
Акшара Хасан родилась 12 октября 1991 года в Мадрасе (ныне Ченнаи) штат Тамилнад, в семье актёра Камала Хасана и актрисы Сарики Тхакур. Ее отец — из касты Айенгара в то время как мать Сарика была родом из Махараштры. Шрути Хасан — ее старшая сестра. В школьные годы Акшара училась в Абакус-Монтессори-Скул в Ченнаи; Lady Andal в Ченнаи; Beacon High в Мумбаи и завершила своё школьное образование в Indus International School (Бангалор).

## Карьера
Акшара работала в качестве ассистента режиссера Рахула Дхолакия в Киноклубе 2010, звёздами которого являлись её мать Сарика, Рам Мурти, Узер Хан, Е. Нивас и Ручи Нараин. Во время её пребывания на должности ассистента режиссёра, она отказалась от возможности показать себя в роли актрисы, в частности, отклонив предложение работать в фильме Мани Ратнама «Море».
Акшара дебютировала в паре с Дханушем в фильме «Шамитабх», важную роль в котором также сыграл Амитабх Баччан.

## Личная жизнь

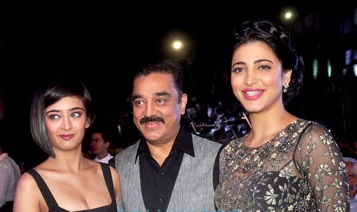
Акшара с отцом Камалом Хасаном и сестрой Шрути Хасан в 2015 году

Акшара живет в Мумбаи с матерью.

## Фильмография
Как актриса
| Год  |   | Русское название | Оригинальное название                | Роль          |
| ---- | - | ---------------- | ------------------------------------ | ------------- |
| 2015 | ф | Шамитабх         | Shamitabh                            | Акшара Пандей |
| 2017 | ф |                  | Laali Ki Shaadi Mein Laaddoo Deewana | Лали          |
| 2017 | ф |                  | Vivegam (там.)                       | Наташа        |

В качестве ассистента режиссера
| Год  | Название      | Язык                      | Примечания |
| ---- | ------------- | ------------------------- | ---------- |
| 2016 | Sabaash Naidu | тамильский, телугу, хинди | Съемки     |